# 703 هـ
703 هـ هي سنة في التقويم الهجري امتدت مقابلةً في التقويم الميلادي بين سنتي 1303 و1304.

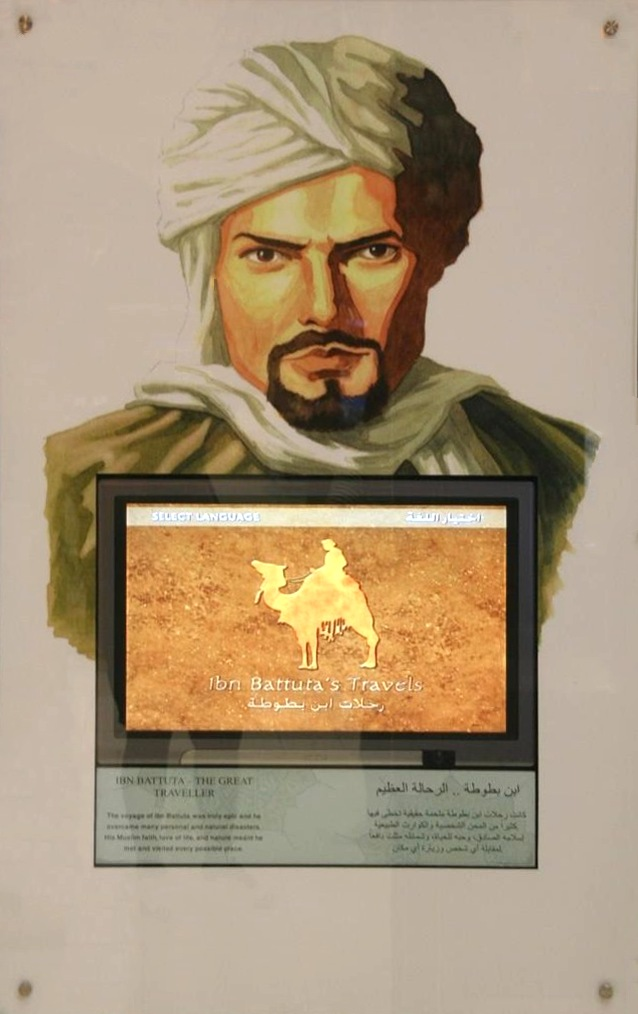
ابن بطوطة

## مواليد
- محمود غازان
- ابن بطوطة الرحالة الطنجي المغربي المسلم.

## وفيات
- محمد أولجايتو